# Joanny Burtin
Pour les articles homonymes, voir Burtin.
Joanny Burtin (on trouve parfois les orthographes fautives Johanny, ou Johnny), né le 3 octobre 1893 à Martigny-le-Comte (Saône-et-Loire), mort le 19 août 1977 à Viroflay (Yvelines), est un aviateur français.

## Biographie
Joanny Burtin entre comme élève-pilote en mars 1912 à Issy-les-Moulineaux. Il commence la guerre dans les zouaves, mais il finit par obtenir son transfert dans l’aviation. Il est breveté pilote militaire le 6 janvier 1916. Son appareil est abattu deux fois. Le 14 juillet 1916 il est blessé grièvement, les deux jambes brisées. Il reçoit la Médaille militaire et la Croix de guerre.
Après la guerre, il est de 1920 à 1928 convoyeur et contre-réceptionnaire au Centre d’essais en vol de Villacoublay, totalisant 250 convoyages entre l’Allemagne et la France. En 1928, il obtient le brevet de pilote de transport public et le brevet de navigateur. En mars de cette année, il entre chez le constructeur Farman. Au sein de l’entreprise, il participe, avec Lucien Coupet, Marcel Lalouette, sous la direction de Lucien Rougerie, à la mise au point d’un système de vol aux instruments, autrement dit pilotage sans visibilité. Puis il commence à réaliser des records d’altitude successifs : en juillet 1929, record d’altitude avec 1 000 kg de charge, 8 089 m, sur Breguet 19 ; en août, record d’altitude avec 500 kg de charge, 9 374 m. Il participe à de grands raids : Paris-Tokyo-Paris (1930) avec Christian Moench sur le Farman F.190 Alsa, et Paris-Tananarive-Paris avec les mêmes. En juillet 1933, il remporte la première compétition des « 12 heures d’Angers ». Il se consacre ensuite à la mise au point de prototypes.

## Distinctions
- Croix de guerre 1914-1918
- Médaille militaire

## Sources
- Espace aérien Lyon
- Bernard Marck, Passionnés de l’Air, Petite histoire de l’aviation légère